# Буре, Валерий Владимирович
Вале́рий Влади́мирович Буре́ (род. 13 июня 1974, Минск) — советский, российский и американский хоккеист, правый нападающий. Сын советского пловца Владимира Буре и младший брат российского хоккеиста Павла Буре. Назван в честь своего деда советского ватерполиста и тренера по плаванию Валерия Буре.

## Карьера

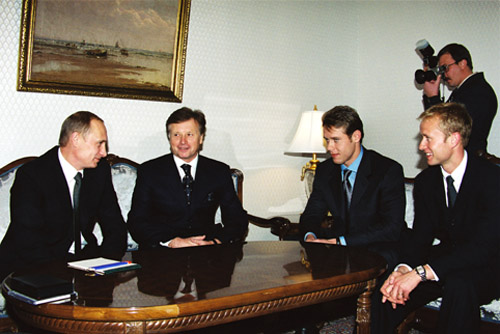
Валерий Буре (справа) и его брат Павел (2-й справа) в 2001 году на встрече с Владимиром Путиным (слева)

Выступал за команду ЦСКА. В 1991 перебрался в Западную хоккейную лигу, «Спокан Чифс». С 1994 выступал за «Монреаль Канадиенс», в составе которых провёл 215 матчей, забросил 46 шайб и сделал 64 передачи. В сезоне 1997/1998 был обменян в «Калгари Флэймз», за который провёл 244 матча забросил 105 шайб, 125 раз ассистировал партнёрам. После чего уехал во «Флориду Пантерз», где выступал в одной тройке с братом. Провёл полтора сезона, сыграл в 77 матчах, забил 13 шайб, 31 раз выступил как ассистент. В середине сезона 2002/2003 был обменян в «Сент-Луис Блюз», провёл 11 игр, сделал 4 передачи. По окончании сезона вновь вернулся в состав «Флориды». В 55 матчах, забросил 20 шайб и сделал 25 результативных передач, но несмотря на хорошие показатели был обменян в «Даллас Старз» где в 13 матчах, набрал по системе гол+пас 7 очков, (2+5). После локаута был обменян в «Лос-Анджелес Кингз», в составе которого так и не смог сыграть из-за травмы.
Участник матча Всех звезд НХЛ в 2000 году. В составе сборной России: серебряный призёр Олимпиады в 1998 году, бронзовый призёр в 2002 году, участник чемпионата мира 1994 года, Кубка мира 1996 года. Заслуженный мастер спорта России (1998).

## Участие в телешоу
Осенью 2010 года в паре с двукратной олимпийской чемпионкой в парном катании Екатериной Гордеевой участвовал во втором сезоне шоу канадского телевидения «Battle of the Blades» и стал победителем этого проекта.

## Личная жизнь
С 22 июня 1996 года женат на американской актрисе и продюсере Кэндис Камерон Буре (род. 1976). У супругов есть трое детей, дочь и два сына — Наташа Буре (род. 15.08.1998), Лев Буре (род. 20.02.2000) и Максим Буре (род. 20.01.2002). В декабре 2002 Буре стал гражданином США.

## Статистика
| Легенда | Легенда                    | Легенда | Легенда                   | Легенда | Легенда    |
| ------- | -------------------------- | ------- | ------------------------- | ------- | ---------- |
| И       | Количество проведённых игр | Штр     | Штрафное время            | +/−     | Плюс-минус |
| Г       | Голы                       | П       | Голевые передачи          | О       | Очки       |
| -       | Статистика неизвестна      | —       | Статистика не учитывалась |         |            |

## Достижения

### Командные
Международные
| Год  | Команда       | Достижение                                   |
| ---- | ------------- | -------------------------------------------- |
| 1994 | Россия (мол.) | Бронзовый призёр молодёжного чемпионата мира |
| 1998 | Россия        | Серебряный призёр Олимпийских игр            |
| 2002 | Россия        | Бронзовый призёр Олимпийских игр             |

### Личные
Юниорская карьера
| Год  | Команда     | Достижение                                                      | Достижение |
| ---- | ----------- | --------------------------------------------------------------- | ---------- |
| 1993 | Спокан Чифс | Попадание в первую Сборную всех звёзд Западной конференции WHL  |            |
| 1994 | Спокан Чифс | Попадание во вторую Сборную всех звёзд Западной конференции WHL |            |

АХЛ
| Год  | Команда               | Достижение                | Достижение |
| ---- | --------------------- | ------------------------- | ---------- |
| 1995 | Фредериктон Канадиенс | Участник Матча всех звёзд |            |

НХЛ
| Год  | Команда        | Достижение                | Достижение |
| ---- | -------------- | ------------------------- | ---------- |
| 2000 | Калгари Флэймз | Участник Матча всех звёзд |            |

Международные
| Год  | Команда       | Достижение                                                 | Достижение |
| ---- | ------------- | ---------------------------------------------------------- | ---------- |
| 1994 | Россия (мол.) | Попадание в Сборную всех звёзд молодёжного чемпионата мира |            |